# Isohypsibius archangajensis
Isohypsibius archangajensis är en djurart som tillhör fylumet trögkrypare, och som beskrevs av Łukasz Kaczmarek och Łukasz Michalczyk 2004. Isohypsibius archangajensis ingår i släktet Isohypsibius och familjen Hypsibiidae. Inga underarter finns listade i Catalogue of Life.